# АЭС Вольсон
АЭС Вольсон (кор. 월성원자력발전소) — действующая атомная электростанция на юго-востоке Южной Кореи.
Станция расположена на побережье Японского моря в окрестностях Кёнджу провинции Кёнсан-Пукто.
АЭС известна тем, что это единственная атомная станция в Южной Корее, на которой используется тяжеловодные ядерные реакторы типа CANDU. Сооружение первого энергоблока началось в 1976 году и было завершено в 1982 году. В следующем году он был введен в эксплуатацию. АЭС вырабатывает около 5% всей потребляемой в Южной Корее электроэнергии.
Два новых энергоблока, получивших название Шин-Вольсон, используют реакторы с водой под давлением (PWR) тип OPR-1000 мощностью 960 МВт. Энергоблок Шин-Вольсон-1 введен в эксплуатацию в январе 2012 года. Пуск второго энергоблока состоялся в феврале 2015 года.
24 декабря 2019 года первый энергоблок АЭС остановлен.

## Информация об энергоблоках
| Энергоблок    | Тип реакторов | Мощность | Мощность | Начало строительства | Физпуск    | Подключение к сети | Ввод в эксплуатацию | Закрытие   |
| Энергоблок    | Тип реакторов | Чистый   | Брутто   | Начало строительства | Физпуск    | Подключение к сети | Ввод в эксплуатацию | Закрытие   |
| ------------- | ------------- | -------- | -------- | -------------------- | ---------- | ------------------ | ------------------- | ---------- |
| Вольсон-1     | PHWR, CANDU 6 | 661 МВт  | 683 МВт  | 30.10.1977           | 21.11.1982 | 31.12.1982         | 22.04.1983          | 24.12.2019 |
| Вольсон-2     | PHWR, CANDU 6 | 611 МВт  | 629 МВт  | 22.06.1992           | 29.01.1997 | 01.04.1997         | 01.07.1997          | —          |
| Вольсон-3     | PHWR, CANDU 6 | 641 МВт  | 653 МВт  | 17.03.1994           | 19.02.1998 | 25.03.1998         | 01.07.1998          | —          |
| Вольсон-4     | PHWR, CANDU 6 | 622 МВт  | 630 МВт  | 22.07.1994           | 10.04.1999 | 21.05.1999         | 01.10.1999          | —          |
| Шин-Вольсон-1 | PWR, OPR-1000 | 997 МВт  | 1048 МВт | 20.11.2007           | 06.01.2012 | 27.01.2012         | 31.07.2012          | —          |
| Шин-Вольсон-2 | PWR, OPR-1000 | 993 МВт  | 1050 МВт | 23.09.2008           | 08.02.2015 | 26.02.2015         | 24.07.2015          | —          |